# Geofrey Barusei
Geofrey Barusei (ur. 1994) – kenijski lekkoatleta specjalizujący się w biegach średniodystansowych.

## Osiągnięcia
| Rok  | Impreza                     | Miejsce  | Konkurencja    | Pozycja    | Wynik   |
| ---- | --------------------------- | -------- | -------------- | ---------- | ------- |
| 2011 | Mistrzostwa Afryki juniorów | Gaborone | bieg na 1500 m | 2. miejsce | 3:35,54 |

## Rekordy życiowe
- Bieg na 1500 metrów – 3:33,39 (2012)